# Ionenplattieren
Das Ionenplattieren (englisch ion plating) ist eine vakuumbasierte und plasmagestützte Beschichtungstechnik, die zu den Verfahren der physikalischen Gasphasenabscheidung (engl. physical vapour deposition, PVD) gehört.

## Grundlagen des Ionenplattierens
Unter „Plattieren“ versteht man in der Metallbearbeitung das Aufbringen einer höherwertigen Metallschicht auf ein anderes Metall. Beim Ionenplattieren geschieht dies nicht durch Angießen oder Aufschweißen, sondern über eine plasmagestützte Methode. Dabei wird zunächst die Substratoberfläche mittels Ionenbeschuss aus dem Plasma gereinigt (ein sogenanntes „soft etch“ per Sputtern). Anschließend wird aus einer Verdampferquelle Metalldampf zugeführt. Dieser ionisiert teilweise im Plasma und wird durch eine Vorspannung (0,3 bis 5 kV) am meist vorgeheizten Substrat auf dessen Oberfläche beschleunigt und bildet auf dem Substrat eine Schicht des verdampften Materials. Durch den ständigen Beschuss mit Metallionen wird immer wieder ein Teil des Substrats bzw. der Schicht abgetragen (abgesputtert). Die gelösten Atome kondensieren wieder auf dem Substrat und tragen zur Schichtbildung bei.  Der ständige Ionenbeschuss modifiziert die Schichteigenschaften, so verbessert er meist die Haftung der Schicht. Die entstehende Schichtstruktur hängt dabei stark von der Temperatur des Substrates ab.
Typische Arbeitsdrücke für das Ionenplattieren liegen bei 5 Pa.

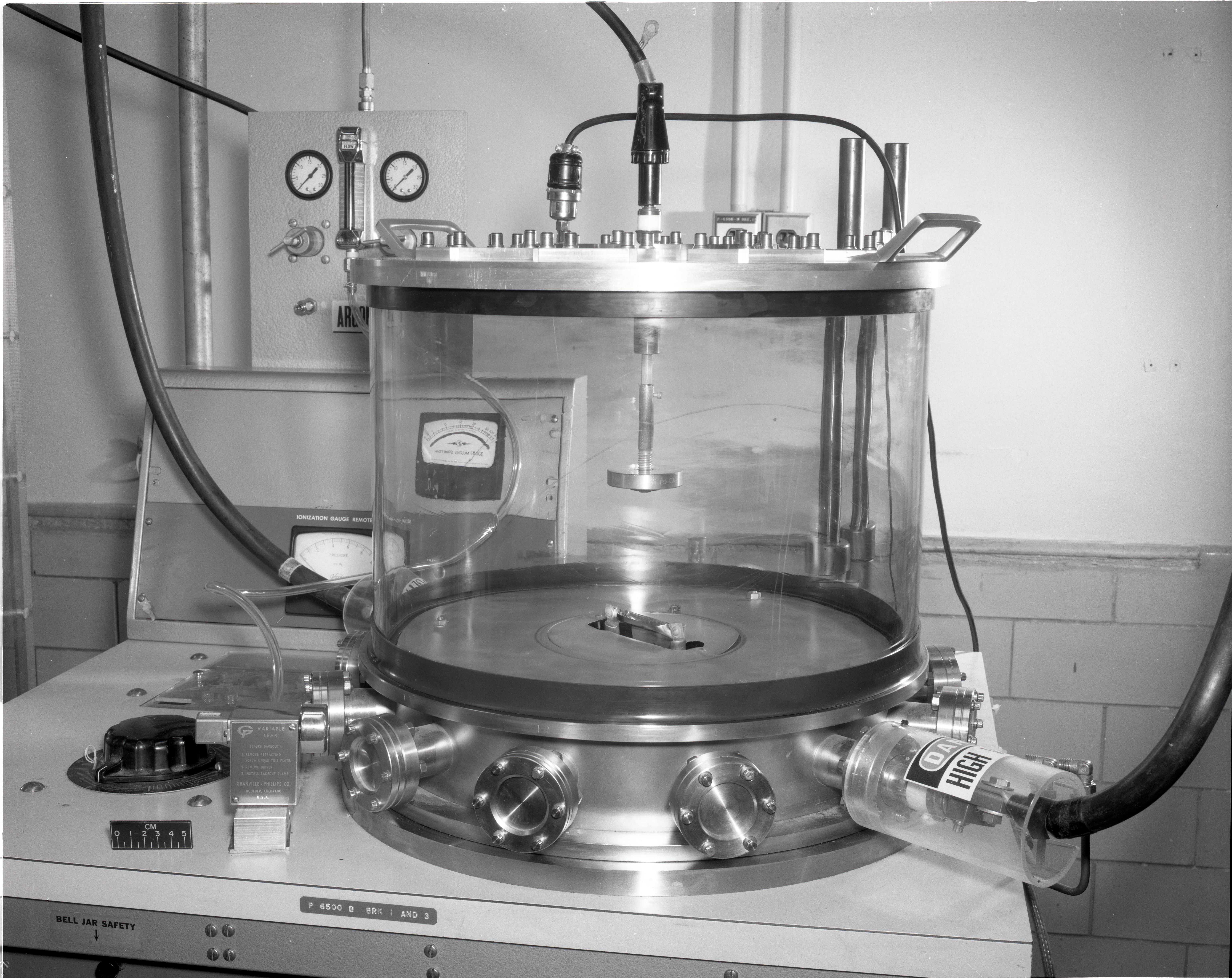
Ionenplattierungsanlage
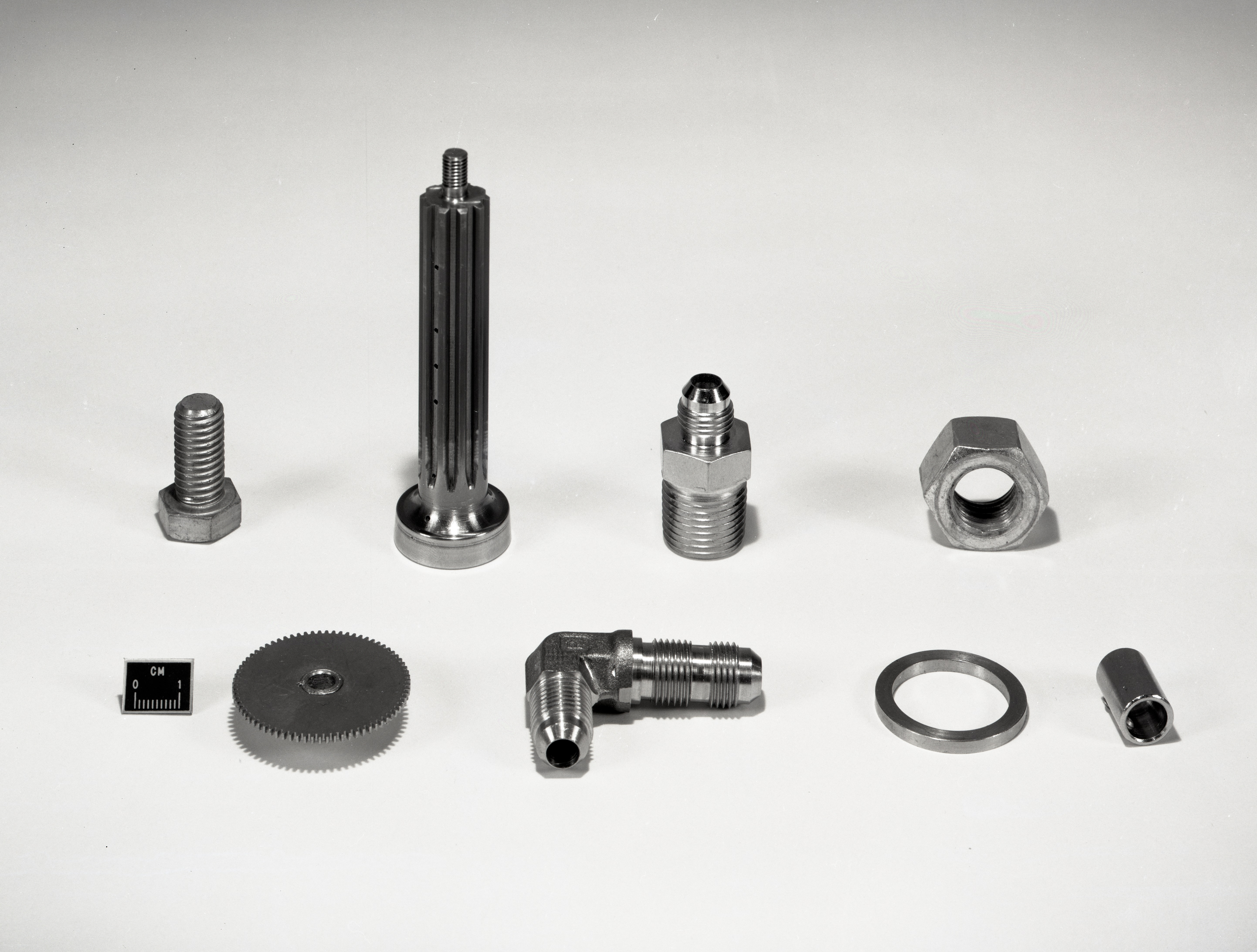
Ionenplattierte Verbindungselemente

## Varianten
Neben dem normalen Ionenplattieren gibt es noch eine reaktive Variante, das reaktive Ionenplattieren (RIP). Dabei wird zusätzlich ein reaktives Gas in das Plasma eingebracht, das ebenfalls ionisiert, mit dem zerstäubten Metall reagiert und eine Schicht aus der entstehenden Verbindung bildet. Auf diese Weise werden z. B. Titannitrid-Schichten aus Titan-Dampf und eingeleitetem Stickstoff erzeugt.